# Trichomyia botosaneanui
Trichomyia botosaneanui är en tvåvingeart som beskrevs av Wagner 1993. Trichomyia botosaneanui ingår i släktet Trichomyia och familjen fjärilsmyggor. Inga underarter finns listade i Catalogue of Life.